# EuroCity

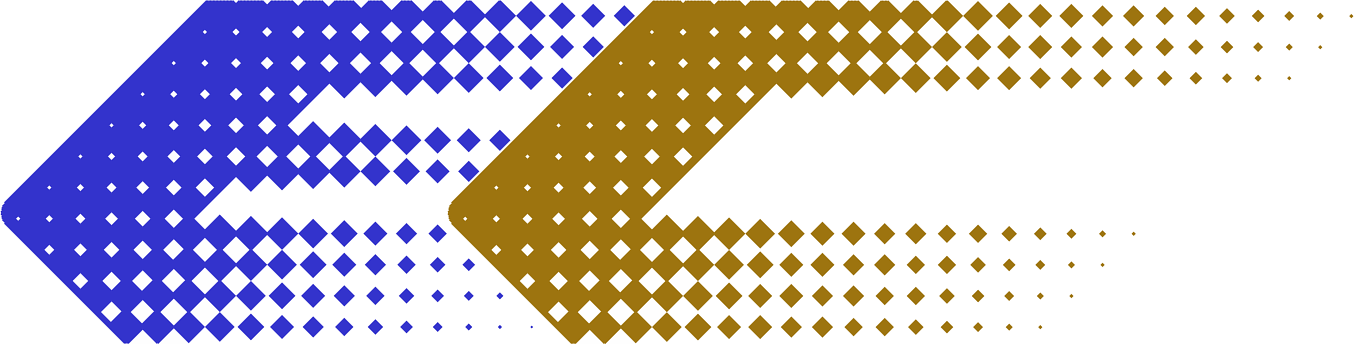
Logo EuroCity

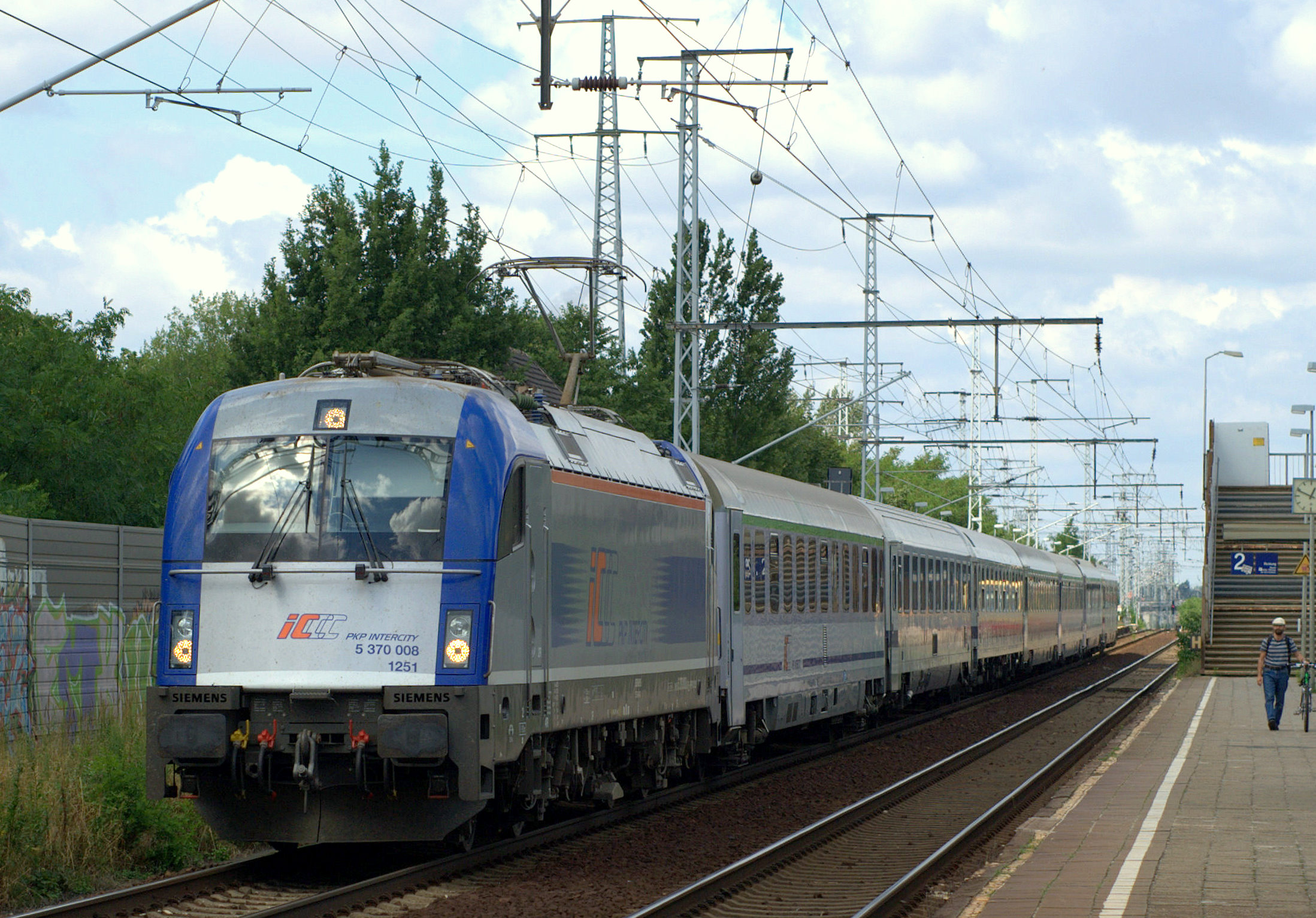
Pociąg PKP Intercity w składzie EuroCity 42 „Berlin-Warszawa-Express”

EuroCity (skrót EC) – międzynarodowa kategoria pociągów utworzona 31 maja 1987 r. przez zarządy kolejowe państw EWG oraz Szwajcarii i Austrii.
Pociągi EC są następcami Trans-Europ-Express (TEE), który kursował między 1957 i 1987 r. Podstawową różnicą między TEE i EC jest to, że TEE miał tylko pierwszą klasę, a EC ma też drugą.
Od lat 90. kursują także w krajach Europy Środkowo-Wschodniej, w tym w Polsce (od 1992 r.); w Hiszpanii natomiast te pociągi już nie kursują. Wiele pociągów EC zostało zastąpionych przez połączenia pociągami dużych prędkości, tak stało się na przykład na trasie Paryż – Bruksela – Kolonia/Amsterdam, którą od czasu otwarcia LGV Nord obsługują pociągi Thalys.

## Połączenia EC
| Numer Pociągu                                                   | Nazwa                         | Trasa | Kolej           | Pierwszy                                    | Ostatni                          | EC index |           |
| --------------------------------------------------------------- | ----------------------------- | --- | --------------- | ------------------------------------------- | -------------------------------- | -------- | --------- |
| EC 230,231/233                                                  | Absalon                       | København – Puttgarden – Hamburg | DSB             | 01.06.2001                                  | 14.12.2002                       | 2001.01  |           |
| EC 67,66                                                        | Admiraal de Ruijter           | Amsterdam – Hoek van Holland – Harwich – London | NS/BR           | 31.05.1987                                  |                                  | 1987.32  |           |
| EC 314, 315                                                     | Agram                         | Zagreb – Ljubljana – Jesenice – Villach Hbf – Tauerntunnel – Salzburg Hbf | SŽ              | 15.12.2002                                  |                                  | 2002.03  |           |
| EC 166,167                                                      | Albert Einstein               | Praha – Furth im Wald – Lindau – Bern – Interlaken | ČD              | 23.05.1993                                  | 14.12.2002                       | 1993.03  |           |
| EC 46, 47                                                       | Alexander von Humboldt        | Berlin – Hannover – Köln – Brussel | DB              | 23.05.1993                                  | 23.05.1998                       | 1993.11  |           |
| EC 390,391                                                      | Alfred Nobel                  | Hamburg-Altona – Puttgarden – Stockholm/Oslo | DB              | 31.05.1987                                  | 30.05.1992                       | 1987.58  |           |
| EC 174,175                                                      | Alois Negrelli                | Praha – Schöna – Hamburg-Altona | ČD              | 28.05.2000                                  | –                                | 2000.01  |           |
| EC 18,19                                                        | Andreas Hofer                 | Innsbruck – Kufstein – Dortmund | DB              | 02.06.1991                                  | 14.12.2002                       | 1991.03  |           |
| EC 92,93                                                        | Angelika Kauffmann            | München – Lindau – Zürich | DB              | 23.05.1993                                  | 14.12.2002                       | 1993.10  |           |
| EC 128,129                                                      | Anton Bruckner                | Linz – Passau – Hamburg-Altona | DB              | 02.06.1991                                  | 22.05.1993                       | 1991.02  |           |
| EC 70, 71                                                       | Antonín Dvořák                | Wien Südbahnhof – Hohenau – Breclav – Brno hl.n. – Ceska Trebova – Pardubice hl.n. – Kolin – Praha-Holesovice |                 |                                             |                                  |          |           |
| EC 114, 115                                                     | Arbalète                      | Zürich – Basel – Paris-Est | SNCF            | 31.05.1987                                  | 28.05.1997                       | 1987.44  |           |
| EC                                                              | Avala                         | Belgrado – Kelebia – Budapest – Stúrovo – Bratislava – Brno – Praha |                 |                                             |                                  |          |           |
| EC 84,85                                                        | Barbarossa                    | Milano – Chiasso – Schaffhausen – Stuttgart |                 | 31.05.1987                                  | 29.05.1988                       | 1987.26  |           |
| EC 475, 477                                                     | Barcelona Talgo               | Barcelona – Toulouse – Les Aubrais – Paris-Austerlitz | RENFE           | 31.05.1987                                  | 22.05.1993                       | 1987.60  |           |
| EC 62,63                                                        | Bartók Béla                   | München – Salzburg – Budapest Keleti | MÁV             | 02.06.1991                                  | –                                | 1991.01  |           |
| EC 98,99                                                        | Bavaria                       | Zürich HB – St. Margrethen – Bregenz – Lindau Hbf – München Hbf | DB              | 31.05.1987                                  | 14.12.2002                       | 1987.31  |           |
| EC 382,383                                                      | Józef Bem                     | Warszawa – Kraków – Muszyna – Budapest | PKP IC, MÁV     | 09.12.2007                                  | 14.12.2008                       | –        |           |
| EC 63,62                                                        | Benjamin Britten              | Londen – Harwich – Hoek van Holland – Amsterdam | NS/BR           | 31.05.1987                                  |                                  | 1987.64  |           |
| EC 340,341                                                      | Beograd                       | Wien – Budapest – Novi Sad – Beograd |                 |                                             |                                  |          |           |
| EC 58, 59                                                       | Gedania                       | Gdynia Główna – Sopot – Gdańsk – Bydgoszcz Gł. – Gniezno – Poznań Gł. – Frankfurt(Oder) – Berlin Hbf | PKP IC, DB      | 06.06.2012                                  |                                  |          |           |
| EC 40, 41 EC 44, 45 EC 46, 47 EC 48, 49 EC 246, 247 EC 248, 249 | Berlin-Warszawa-Express (BWE) | Warszawa Wschodnia – Poznań Główny – Frankfurt (Oder) | PKP IC, DB      | 31.05.2002                                  |                                  | 2002.01  |           |
| EC 104,105                                                      | Berner Oberland               | Amsterdam – Basel – Interlaken | SBB             | 02.06.1991                                  |                                  | 1991.18  |           |
| EC 42,43                                                        | Berolina                      | Warszawa – Frankfurt Oder – Berlin | DR              | 31.05.1992                                  | 30.05.2002                       | 1992.07  |           |
| EC 188,189                                                      | Bertel Thorvaldsen            | Hamburg – Puttgarden – København | DB              | 31.05.1992                                  | 14.12.2002                       | 1992.01  |           |
| EC 20,21                                                        | Blauer Enzian                 | Klagenfurt – Salzburg – Dortmund | DB              | 31.05.1987                                  | 14.12.2002                       | 1987.06  |           |
| EC 141,152                                                      | Bonifacius                    | Amsterdam – Emmerich – Köln | DB              | 02.06.1991                                  | 31.10.2000                       | 1991.14  |           |
| EC 123, 124                                                     | Borromeo                      | Genève – Brig – Domodossola – Milano Centrale | CIS             |                                             |                                  |          |           |
| EC 107, 198                                                     | Brianza                       | Bellinzona – Chiasso – Como S. Giovanni – Milano Centrale | CIS             |                                             |                                  |          |           |
| EC 83, 86                                                       | Brabant                       | Paris Gare du Nord – Brussel-Zuid | SNCF            | 31.05.1987                                  | 23.05.1993                       | 1987.56  |           |
| EC 50, 51                                                       | Casanova                      | Ljubljana – Postojna – Sezana – Villa Opicina – Monfalcone – Portogruaro-Caorle – Venezia Mestre – Venezia Santa Lucia | SŽ              | 15.12.2003                                  | 31.03.2008                       | 2003.01  |           |
| EC 382,383                                                      | Canaletto                     | Schaffhausen – Zürich HB – Gotthard – Milaan – Venezia | CIS             | 13.06.2004                                  |                                  |          |           |
| EC 178,179                                                      | Carl Maria von Weber          | Praha – Schöna – Hamburg | ČD              | 29.05.1994                                  |                                  | 1994.01  |           |
| EC 4,5                                                          | Carlo Magno                   | Sestri Levante – Basel – Dortmund | DB              | 31.05.1987                                  | 30.05.1992                       | 1987.02  |           |
| EC 9240,9249                                                    | Caravaggio                    | Milano Centrale – Paris | SNCF            | 15.12.2003                                  |                                  | 2003.02  |           |
| EC 70,71                                                        | Catalan-Talgo                 | Barcelona – Gerona – Port Bou – Cerbère – Perpignan – Narbonne – Béziers – Sète – Montpellier – Nîmes – Avignon – Valence – Romans Bourg de Péage – Grenoble – Challes les Eaux – Chambéry – Aix les Bains le Revard – Culoz – Bellegarde – Genève-Cornavin | RENFE           | 31.05.1987                                  |                                  | 1987.47  |           |
| EC 22,29                                                        | Champs Elysees                | (TGV) Lausanne – Paris | SNCF            | 31.05.1987                                  |                                  | 1987.42  |           |
| EC 80,181                                                       | Christian Morgenstern         | Hamburg – Puttgarden – København | DB              | 31.05.1992                                  | 14.12.2002                       | 1992.02  |           |
| EC 355,354                                                      | Cinque Terre                  | Schaffhausen – Zürich HB – Gotthard – Milano – Genova – Livorno | CIS             | 13.06.2004                                  | 14.12.2008                       |          |           |
| EC 26,23                                                        | Cisalpin                      | (TGV) Lausanne – Paris / Genève – Milano Centrale | SNCF/SBB        | 31.05.1987                                  | 22.05.1993                       | 1987.39  |           |
| EC 246,247                                                      | Citadella                     | Budapest–Székesfehérvár–Veszprém–Zalaegerszeg–Murska Sobota– Ljubljana |                 |                                             |                                  |          |           |
| EC 70,71                                                        | Colosseum                     | Roma Termini – Basel – Frankfurt am Main | DB              | 28.05.1989                                  | 01.06.1991                       | 1989.05  |           |
| EC 170,174 EC 108,118 EC 106,107 EC 110,111                     | Comenius                      | 1) Praha – Schöna – Berlin 2) Praha / Wien – Ostrava – Kraków 3) Warszawa – Katowice – Breclav 4) Warszawa – Katowice – Rybnik – Wodzisław Śl. – Ostrawa | ČD , PKP IC     | 23.05.1993 10.12.2006 09.12.2012 13.12.2015 | 27.05.2000 13.12.2009 09.06.2013 | 1993.04  | 1993.04 – |
| EC 114,115                                                      | Cracovia                      | Kraków Główny – Bohumin – Ostava hl. n. – Praha hl. n. |                 |                                             |                                  |          |           |
| EC 158,159                                                      | Croatia                       | Zagreb – Graz – Wien |                 |                                             |                                  |          |           |
| EC 220,221                                                      | Detvan                        | Ostrava – Zvolen | ČD              | 10.12.2006                                  |                                  | 2006.03  |           |
| EC 9242,9247                                                    | Alexandre Dumas               | Paris – Torino – Milano | SNCF            | 29.09.1996                                  | 13.12.2009                       | 1996.04  |           |
| EC 52,53                                                        | Drava                         | Venezia – Ljubljana – Zagreb – Budapest |                 |                                             |                                  |          |           |
| OEC 150, 151                                                    | Emona                         | Ljubljana – Maribor – Spielfeld-Straß – Graz Hbf – Bruck a. d. Mur – Kapfenberg – Mürzzuschlag – Wiener Neustadt Hbf – Wien Meidling – Wien Südbahnhof | ÖBB             |                                             |                                  |          |           |
| EC 24,25                                                        | Erasmus                       | Amsterdam – Emmerich – Kufstein – Innsbruck | DB              | 31.05.1987                                  | 03.11.2000                       | 1987.07  |           |
| EC 105,104                                                      | Étoile d’Europe               | Brussel – Luxembourg | CFL             | 31.05.1999                                  | 13.12.2003                       |          |           |
| EC 87, 82                                                       | Étoile du Nord                | Paris Gare du Nord – Brussel-Zuid – Brussel-Noord – Antwerpen-Berchem – Roosendaal – Rotterdam CS – Den Haag HS – Amsterdam CS | SNCF            | 31.05.1987                                  | 22.01.1995                       | 1987.53  |           |
| EC 126,127                                                      | Fatra                         | Žilina – Praha |                 |                                             |                                  |          |           |
| EC 36, 37                                                       | Felix Timmermans              | Köln Hbf – Aachen – Liège-G. – Brussel-Noord – Brussel-Zuid | DB              | 23.05.1993                                  | 23.05.1998                       | 1993.13  |           |
| EC 26,27                                                        | Frans Hals                    | Amsterdam – Emmerich – München | DB              | 31.05.1987                                  | 31.10.2000                       | 1987.08  |           |
| EC 20,21                                                        | Franz Liszt                   | Budapest – Passau – Dortmund | DB              | 28.05.1989                                  | 13.12.2003                       | 1989.06  |           |
| EC 64, 65                                                       | Franz Schubert                | Zürich – Innsbruck – Wien |                 | 31.05.1987                                  |                                  | 1987.36  |           |
| EC 144/145, 146,147                                             | Frejus                        | Lyon – Modane – Torino | FS              | 29.09.1996                                  | 14.12.2003                       | 1996.01  |           |
| EC 223,222                                                      | Galilei                       | Paris – Lausanne – Brig – Milano – Venezia / Firenze | SNCF            | 31.05.1987                                  | 22.05.1993                       | 1987.63  |           |
| EC 80,81                                                        | Garda                         | Verona Porta Nuova – Rovereto – Trento – Bolzano/Bozen – Bressanone/Brixen – Fortezza/Franzensfeste – Brennero/Brenner – Innsbruck Hbf – Jenbach – Wörgl Hbf – Kufstein – Rosenheim – München Ost – München Hbf | FS              | 02.06.1991                                  | –                                | 1991.07  |           |
| EC 56,57                                                        | Goethe                        | Paris Est – Saarbrücken – Frankfurt am Main | DB              | 31.05.1987                                  | 13.12.2003                       | 1987.18  |           |
| EC 57,58                                                        | Gottardo                      | Winterthur – Milano Centrale | SBB             | 25.09.1988                                  | 07.08.1994                       | 1988.03  |           |
| EC 96,97                                                        | Gottfried Keller              | München – Lindau – Zürich | SBB             | 31.05.1987                                  | 14.12.2002                       | 1987.30  |           |
| EC 188, 189                                                     | Grödnertal / Val Gardena      | Verona Porta Nuova – Rovereto – Trento – Bolzano/Bozen – Bressanone/Brixen – Fortezza/Franzensfeste – Brennero/Brenner – Matrei am Brenner – Innsbruck Hbf – Jenbach – Wörgl Hbf – Kufstein – Rosenheim – München Ost – München Hbf | FS              | 28.05.2000                                  | 14.12.2002                       | 2000.03  |           |
| EC 78, 79                                                       | Gustav Klimt                  | Graz – Wien – Brno – Praha |                 |                                             |                                  |          |           |
| EC 70, 71                                                       | Gustav Mahler                 | Wien – Brno – Praha |                 |                                             |                                  |          |           |
| EC 42,43                                                        | Gustave Eiffel                | Köln – Brussel – Paris Nord | SNCF            | 31.05.1987                                  | 13.12.2003                       | 1987.14  |           |
| EC 194,195                                                      | Hamlet                        | Hamburg – Puttgarden – København | DB              | 02.06.1991                                  | 14.12.2002                       | 1991.11  |           |
| EC 34,35                                                        | Hansa                         | Hamburg – Puttgarden – København | DB              | 31.05.1987                                  | 01.06.1991                       | 1987.12  |           |
| EC 74,75                                                        | Havelland                     | Zürich – Basel – Berlin | DB              | 31.05.1992                                  | 22.05.1993                       | 1992.06  |           |
| EC 58,59                                                        | Heinrich Heine                | Paris Est – Saarbrücken – Frankfurt am Main | SNCF            | 28.05.1989                                  | 13.12.2003                       | 1989.01  |           |
| EC 78,79                                                        | Helvetia                      | Hamburg – Basel – Zürich | DB              | 31.05.1987                                  | 22.05.1993                       | 1987.23  |           |
| EC 974,977                                                      | Henri Dunant                  | (TGV) Genève – Paris | SNCF            | 31.05.1987                                  |                                  | 1987.49  |           |
| EC 82,83                                                        | Hermann Hesse                 | Chiasso – Schaffhausen – Stuttgart | SBB             | 31.05.1987                                  | 27.05.1989                       | 1987.25  |           |
| EC 140,153                                                      | Hieronymus Bosch              | Köln – Emmerich – Amsterdam | DB              | 02.06.1991                                  | 31.10.2000                       | 1991.13  |           |
| EC 128,129                                                      | Hradcany                      | Žilina – Praha |                 |                                             |                                  |          |           |
| EC 110,111                                                      | Hugo von Hoffmannsthal        | Klagenfurt – Salzburg – Stuttgart | DB              | 02.06.1991                                  | 14.12.2002                       | 1991.08  |           |
| EC 146,147                                                      | Hukvaldy                      | |                 |                                             |                                  |          |           |
| EC 174,175                                                      | Hungaria                      | Budapest – Schöna – Hamburg | ČD              | 23.05.1993                                  |                                  | 1993.05  |           |
| EC 80, 85                                                       | Ile de France                 | Paris Gare du Nord – St. Quentin – Brussel-Zuid – Brussel- Noord – Antwerpen-Berchem – Roosendaal – Rotterdam – Den Haag HS – Amsterdam CS | SNCF/NMBS       | 31.05.1987                                  | 23.05.1993                       | 1987.54  |           |
| EC 179                                                          | Insubria                      | Zürich HB – Arth-Goldau – Göschenen – Bellinzona – Lugano – Chiasso – Como S. Giovanni – Milano Centrale | CIS             |                                             |                                  |          |           |
| EC 96, 97                                                       | Iris                          | Chur – Landquart – Basel SBB – Basel SNCF – Strasbourg – Metz Ville – Thionville – Luxembourg – Brussel | SBB             | 31.05.1987                                  |                                  | 1987.45  |           |
|                                                                 | Ister                         | Budapest-Szolnok-Békéscsaba-Arad-Brașov-Bucuresti | CFR             |                                             |                                  |          |           |
| EC 142,151                                                      | Jan Pietersz Sweelinck        | Amsterdam – Emmerich – Köln | DB              | 02.06.1991                                  | 31.10.2000                       | 1991.15  |           |
| EC 38, 39                                                       | Jacques Brel                  | Dortmund Hbf – Bochum Hbf – Essen Hbf – Duisburg Hbf – Düsseldorf Hbf – Köln Hbf – Aachen – Verviers – Liège-G. – Brussel-Zuid – Quévy – Aulnoye – St. Quentin – Paris-Nord | DB              | 23.05.1993                                  | xx.05.1996                       | 1993.12  |           |
| EC 168,169                                                      | Jan Hus                       | Praha – Schöna – Dresden | DB              | 28.05.2000                                  | 31.05.2001                       | 2000.02  |           |
| EC 148,149                                                      | Jan Perner                    | Praha-Bohumin-Žilina |                 |                                             |                                  |          |           |
| EC 272,273                                                      | Jaroslav Hasek                | Budapest – Stúrovo – Bratislava –Brno – Praha |                 |                                             |                                  |          |           |
| EC 295, 296                                                     | Jean Monnet                   | Brussel – Arlon – Luxembourg – Thionville – Metz Ville – Saverne – Strasbourg – Selestat – Colmar – Mulhouse Ville – St-Louis (Haut Rhin) – Basel SNCF | SNCF            | 30.05.1999                                  |                                  |          |           |
| EC 174,175                                                      | Jeszensky János               | Budapest – Stúrovo – Bratislava -Praha – Dresden – Berlin – Hamburg | MÁV             |                                             |                                  |          |           |
| EC 972,979                                                      | J.J. Rousseau                 | (TGV) Genève – Paris | SNCF            | 31.05.1987                                  |                                  | 1987.48  |           |
| EC 72, 73                                                       | Johann Gregor Mendel          | Wien – Hohenau – Breclav – Brno hl.n. – Pardubice hl.n. – Praha-Holesovice |                 |                                             |                                  |          |           |
| EC 28,29                                                        | Johann Strauss                | Wien – Passau – Köln | ÖBB             | 31.05.1987                                  | 13.12.2003                       | 1987.09  |           |
| EC 120,121                                                      | Johannes Kepler               | Linz – Passau – Frankfurt am Main | ÖBB             | 02.06.1991                                  | 28.05.1994                       | 1991.09  |           |
| EC 177,178                                                      | Johannes Brahms               | Berlin – Praha – Wien |                 |                                             |                                  |          |           |
| EC 144,149                                                      | Johannes Vermeer              | Amsterdam – Emmerich – Köln | DB              | 02.06.1991                                  | 31.10.2000                       | 1991.16  |           |
| EC 26,27                                                        | Joseph Haydn                  | Wien – Passau – Hamburg | DB              | 02.06.1991                                  | 13.12.2003                       | 1991.19  |           |
| EC 100, 101                                                     | Jože Plečnik                  | Ljubljana – Zidani Most – Celje – Pragersko – Maribor – Spielfeld-Straß – Leibnitz – Graz Hbf – Leoben Hbf – Selzthal – Kirchdorf a.d. Krems – Linz Hbf – Pregarten – Freistadt – Summerau – Horni Dvoriste – Rybnik (CZ) – Ceske Budejovice – Veseli nad Luznici – Tabor – Benesov u Prahy – Praha-Vrsovice – Praha hl.n.                                                                                |                 | 11.12.2005                                  | 13.12.2009                       | 2005.01  |           |
| EC 62, 63                                                       | Kálmán Imre                   | Budapest-Keleti pu – Budapest-Kelenföld – Györ – Hegyeshalom – Wien Westbahnhof – St.Pölten Hbf – Linz Hbf – Salzburg Hbf – München Hbf |                 |                                             |                                  |          |           |
| EC 192,193                                                      | Karen Blixen                  | Hamburg – Puttgarden – København | DB              | 02.06.1991                                  | 14.12.2002                       | 1991.10  |           |
| EC 50,51                                                        | Karlštejn/Karlstein           | Praha – Cheb – Dortmund | ČD              | 29.05.1994                                  | –                                | 1994.02  |           |
| EC 80,81                                                        | Karwendel                     | Innsbruck – Mittenwald – Hamburg |                 | 31.05.1987                                  | 28.05.1988                       | 1987.24  |           |
| EC 164, 165                                                     | Kaiserin Elisabeth            | Zürich – Innsbruck – Salzburg | ÖBB             | 30.05.1999                                  | 12.12.2009                       |          |           |
| EC 154,155                                                      | Killesberg                    | Stuttgart – Zürich HB | SBB             | 23.05.1993                                  | 07.08.1994                       | 1993.01  |           |
| EC 470,471                                                      | Komet                         | Basel – Hamburg | DB              | 31.05.1987                                  | 01.06.1991                       | 1987.57  |           |
| EC 120,121                                                      | Košican                       | Košice – Žilina – Púchov – Olomouc – Praha |                 |                                             |                                  |          |           |
| EC 143, 230                                                     | Kysuca                        | Praha – Ostrava – Žilina |                 |                                             |                                  |          |           |
| EC 144,145                                                      | Landek                        | |                 |                                             |                                  |          |           |
| EC 105                                                          | Lario                         | Biasca – Chiasso – Milano |                 |                                             |                                  |          |           |
| EC                                                              | Lehár                         | | MÁV             | 29.05.1988                                  |                                  | 1988.01  |           |
| EC 980,971                                                      | Le Genevois                   | (TGV) Genève – Paris | SNCF            | 31.05.1987                                  |                                  | 1987.52  |           |
| EC 113,116                                                      | Le Corbusier                  | Basel – Paris |                 | 31.05.1987                                  |                                  | 1987.43  |           |
| EC 103,102                                                      | Le Grand Ducal                | Brussel – Luxembourg |                 |                                             | 13.12.2003                       |          |           |
|                                                                 | Le Mosellan                   | Paris – Luxembourg |                 |                                             |                                  |          |           |
| EC 28,29                                                        | Lemano                        | (TGV) Lausanne – Paris / Lausanne – Milano Centrale | SNCF/SBB        | 31.05.1987                                  |                                  | 1987.40  |           |
| EC 10,11                                                        | Leonardo da Vinci             | Milano – Brenner – Kufstein – Dortmund | DB              | 31.05.1987                                  |                                  | 1987.05  |           |
| EC 240,241                                                      | Leoš Janácek                  | |                 |                                             |                                  |          |           |
| EC 141/142, 147/148                                             | Ligure                        | Nice Ville – Monaco-Monte-Carlo – Menton – Ventimiglia – Bordighera – San Remo – Imperia P.M. – Diano Marina – Alassio – Albenga – Finale Ligure Marina – Savona – Genova Piazza Principe – Voghera – Pavia – Milano Centrale | FS              | 12.09.2004                                  | 13.12.2009                       | 2004.01  |           |
| EC 6,7                                                          | Lötschberg                    | Brig – Basel – Hannover | DB              | 31.05.1987                                  |                                  | 1987.03  |           |
| EC 24,21                                                        | Lutetia                       | (TGV) Lausanne – Parijs / Milano – Genève | SNCF/SBB        | 31.05.1987                                  |                                  | 1987.41  |           |
| EC 407, 409                                                     | Madrid Talgo                  | Madrid – Bordeaux – Les Aubrais – Paris-Austerlitz | RENFE           | 31.05.1987                                  | 22.05.1993                       | 1987.59  |           |
| EC 50,51                                                        | Manzoni                       | Milano Centrale – Winterthur | SBB             | 28.05.1989                                  | 22.05.1993                       | 1989.04  |           |
| EC 60, 61                                                       | Maria Theresia                | Zürich – Innsbruck – Wien | ÖBB             | 31.05.1987                                  | 12.12.2009                       | 1987.34  |           |
| EC 68,69                                                        | Marie Curie                   | Stuttgart – Strassbourg – Paris | DB              | 31.05.1992                                  | xx.05.1996                       | 1992.05  |           |
| EC 72,73                                                        | Matterhorn                    | Brig – Basel – Frankfurt | DB              | 28.05.1990                                  |                                  | 1990.01  |           |
| EC 66,67                                                        | Maurice Ravel                 | München – Strassbourg – Paris Est | SNCF            | 28.05.1989                                  | 13.12.2003                       | 1989.02  |           |
| EC 16,17                                                        | Max Reinhardt                 | Wien – Salzburg – Münster (Westfalen) | DB              | 23.05.1993                                  | 14.12.2002                       | 1993.08  |           |
| EC 115, 116                                                     | Mediolanum                    | Basel SBB – Olten – Zofingen – Sursee – Luzern – Arth-Goldau – Gotthard – Bellinzona – Lugano – Chiasso – Como S. Giovanni – Milano Centrale | CIS             |                                             |                                  | .        |           |
| EC 48,49                                                        | Memling                       | Köln – Aachen – Oostende | NMBS            | 31.05.1987                                  | 23.05. 1998                      | 1987.16  |           |
| EC 30,31                                                        | Merkur                        | København – Puttgarden – Frankfurt am Main | DB              | 31.05.1987                                  | 01.06.1991                       | 1987.10  |           |
| EC 80,81                                                        | Michelangelo                  | Roma Termini – Brenner – Kufstein – München | FS              | 29.05.1988                                  |                                  | 1988.02  |           |
| EC 10,11                                                        | Mimara                        | Zagreb – Salzburg – München | JŽ              | 02.06.1991                                  | –                                | 1991.04  |           |
| EC 40,41                                                        | Molière                       | Dortmund – Aachen – Paris Nord | DB              | 31.05.1987                                  | 13.12.1997                       | 1987.13  |           |
| EC 140/141, 142/143                                             | Monginevro                    | Lyon – Modane – Turino | FS              | 29.09.1996                                  | 14.12.2003                       | 1996.03  |           |
| EC 76,77                                                        | Mont Blanc                    | Genève – Basel – Hamburg Altona | DB              | 31.05.1987                                  | 31.05.2001                       | 1987.22  |           |
| EC 177                                                          | Monte Ceneri                  | Zürich HB – Arth-Goldau – Göschenen – Bellinzona – Lugano – Chiasso – Como S. Giovanni – Milano Centrale | CIS             |                                             |                                  |          |           |
| EC 136/137, 138/139                                             | Mont Cenis                    | Lyon – Modane – Torino- Milano | FS              | 29.09.1996                                  | 14.12.2003                       | 1996.02  |           |
| EC 124, 129                                                     | Monte Rosa                    | Genève-Aéroport – Genève – Lausanne – Montreux – Sion – Sierre/Siders – Brig – Domodossola – Verbania-Pallanza – Stresa – Arona – Gallarate – Milano Centrale | CIS             | 12.12.2004                                  |                                  |          |           |
| EC 39,40                                                        | Monteverdi                    | Genève-Aéroport – Genève – Lausanne – Montreux – Sion – Visp – Brig – Domodossola – Verbania-Pallanza – Stresa – Arona – Gallarate – Milano Centrale – Brescia – Verona Porta Nuova – Vicenza – Padova – Venezia Mestre – Venezia S. Lucia | SBB             | 31.05.1987                                  |                                  | 1987.38  |           |
| EC 100,101                                                      | Moravia                       | Wien Hauptbahnhof – Ostrawa – Katowice | ÖBB, ČD, PKP IC |                                             |                                  |          |           |
| EC 68,69                                                        | Mozart                        | Wien Westbahnhof – Linz Hbf – Salzburg Hbf – München Hbf – Strassbourg – Paris Est | ÖBB             | 28.05.1989                                  | 13.12.2003                       | 1989.08  |           |
|                                                                 | Nikola Tesla                  | Beograd – Zagreb – Venezia |                 |                                             |                                  |          |           |
| EC 142,143                                                      | Odra                          | Praha – Ostrava – Žilina |                 |                                             |                                  |          |           |
|                                                                 | Olympus                       | Beograd – Niš – Skopje – Thessaloniki |                 |                                             |                                  |          |           |
| EC 147                                                          | Olše                          | Praha – Žilina |                 |                                             |                                  |          |           |
| EC 72,73                                                        | Otto Lilienthal               | Zürich – Basel – Berlin | DB              | 02.06.1991                                  | 22.05.1993                       | 1991.20  |           |
| EC 44,45                                                        | Paderewski                    | Warszawa – Frankfurt/oder – Berlin Zoo | PKP             | 01.06.2001                                  | 30.05.2002                       | 2001.03  |           |
| EC 12,13                                                        | Paganini                      | Bologna – Brenner – Kufstein – Dortmund | DB              | 02.06.1991                                  |                                  | 1991.06  |           |
| EC 213,212                                                      | Palatino                      | Paris – Chambéry – Genova – Roma | SNCF            | 31.05.1987                                  | 22.05.1993                       | 1987.61  |           |
| EC 44,45                                                        | Parsifal                      | Paris Nord – Aachen – Köln | DB              | 31.05.1987                                  | 14.12.1997                       | 1987.15  |           |
| EC 14,15                                                        | Patscherkofel                 | Innsbruck – Kufstein – Saarbrücken | DB              | 23.05.1993                                  | 27.05.1995                       | 1993.07  |           |
| EC 146,147                                                      | Piet Mondriaan                | Amsterdam – Emmerich – Köln | DB              | 02.06.1991                                  | 31.10.2000                       | 1991.17  |           |
| EC 102,103                                                      | Polonia                       | Warszawa Wschodnia – Warszawa Centralna – Katowice – Ostrawa – Wien | PKP IC, ÖBB     | 01.06.1997                                  |                                  | 1997.01  |           |
| EC 176,177                                                      | Porta Bohemica                | Praha – Schöna – Hamburg | ČD              | 23.05.1993                                  |                                  | 1993.06  |           |
| EC 113,112                                                      | Porta Moravica                | Praha – Ostrawa – Wodzisław Śląski – Rybnik – Katowice – Warszawa | PKP IC          | 18.01.2016                                  |                                  | 2015.12  |           |
| EC 48,49                                                        | Posnania                      | Poznan – Frankfurt/oder – Berlin Zoo | PKP             | 01.06.2001                                  | 02.06.2002                       | 2001.02  |           |
| EC 106,107                                                      | Praha                         | Warszawa – Katowice – Ostrawa – Praha | PKP IC, ČD      | 23.05.1993                                  |                                  | 1993.15  |           |

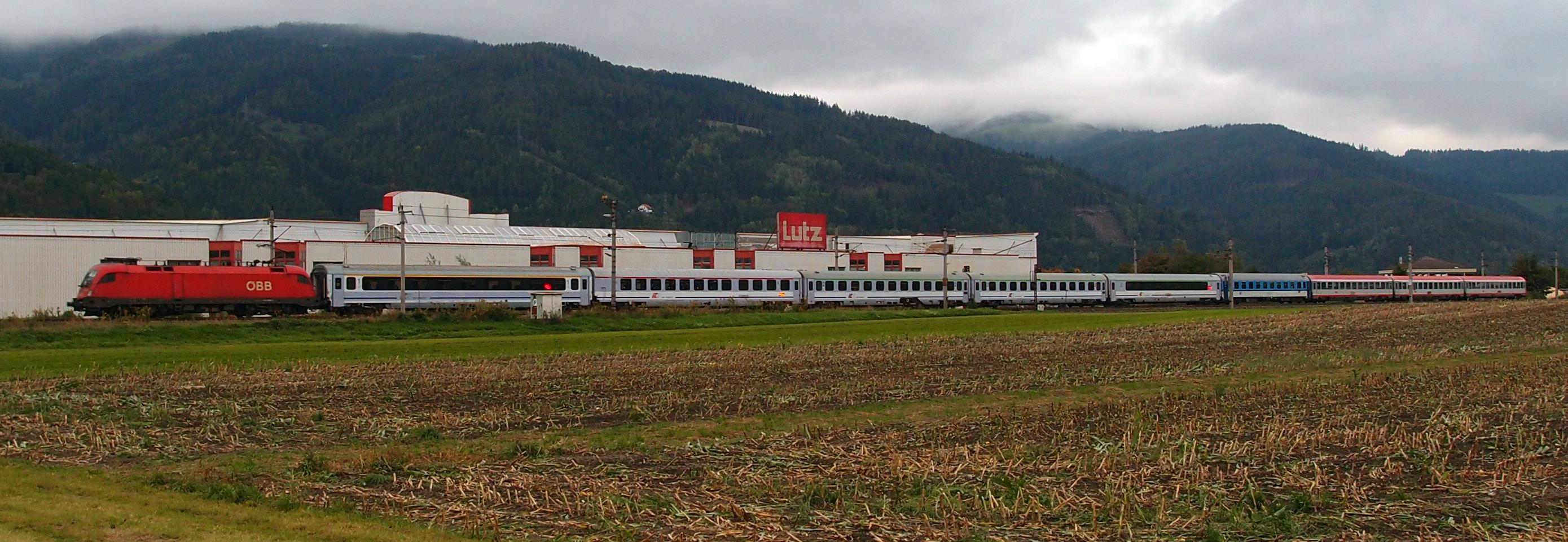
Pociąg EC 103 Polonia relacji Warszawa Wschodnia – Villach Hauptbahnhof

|                                                                 | Prietenia                     | Bucuresti – Iași – Chișinău |                 |                                             |                                  |          |           |
| EC 90,91                                                        | Prinz Eugen                   | Wien – Passau – Hamburg | DB              | 31.05.1987                                  | 23.05.1998                       | 1987.28  |           |
| EC                                                              | Raffaello                     | Roma – Firenze – Bologna – Milano – Zürich | FS              |                                             |                                  |          |           |
| EC 70,71                                                        | Rätia                         | Chur – Basel – Hamburg | DB              | 31.05.1987                                  |                                  | 1987.20  |           |
| EC 2,3                                                          | Rembrandt                     | Chur – Basel – Emmerich – Amsterdam | DB              | 31.05.1987                                  | 14.12.2003                       | 1987.01  |           |
| EC 8,9                                                          | Rheinpfeil                    | Chur – Basel – Hannover | DB              | 31.05.1987                                  | 01.06.1991                       | 1987.04  |           |
| EC 139/140, 159/160                                             | Riviera Dei Fiori             | Nice Ville – Monaco-Monte-Carlo – Menton – Ventimiglia – Bordighera – San Remo – Imperia P.M. – Diano Marina – Alassio – Albenga – Finale Ligure Marina – Savona – Genova Piazza Principe – Voghera – Pavia – Milano Centrale | FS              |                                             | 13.12.2009                       |          |           |
| EC 203/209                                                      | Robert Schuman                | Paris – Luxembourg | CFL             | 31.05.1987                                  |                                  | 1987.46  |           |
| EC 16,17                                                        | Robert Stolz                  | Graz – Salzburg – München | ÖBB             | 28.05.1989                                  | 01.06.1991                       | 1989.07  |           |
| EC 37,30                                                        | Romulus                       | Rome – Firenze – Venezia – Klagenfurt – Wien | FS              | 31.05.1987                                  | 09.06.2001                       | 1987.33  |           |
| EC 186,187                                                      | Rosenborg                     | København – Puttgarden – Hamburg | DB              | 31.05.1992                                  | 28.05.1995                       | 1992.04  |           |
| EC 60,61                                                        | Rosenkavalier                 | Wien – Salzburg – München | ÖBB             | 02.06.1991                                  | 28.05.1995                       | 1991.05  |           |
| EC 53,56                                                        | Rossini                       | Schaffhausen – Zürich – Milano |                 | 31.05.1987                                  |                                  | 1987.37  |           |
| EC 81, 84                                                       | Rubens                        | Paris Gare du Nord – Brussel-Zuid | NMBS/SNCF       | 31.05.1987                                  | 23.05.1993                       | 1987.55  |           |
| EC 111, 114                                                     | San Marco                     | Basel SBB – Olten – Zofingen – Sursee – Luzern (K) – Arth-Goldau – Bellinzona – Lugano – Chiasso – Como S. Giovanni – Milano Centrale – Brescia – Desenzano del Garda – Peschiera del Garda – Verona Porta Nuova – S. Bonifacio – Vicenza – Padova – Venezia Mestre – Venezia S. Lucia | CIS             | 11.12.2005                                  |                                  | 2005.02  |           |
| EC 143/144, 145/146                                             | Sanremo                       | Nice Ville – Monaco-Monte-Carlo – Menton – Ventimiglia – Bordighera – San Remo – Imperia P.M. – Diano Marina – Alassio – Albenga – Finale Ligure Marina – Savona – Genova Piazza Principe – Voghera – Pavia – Milano Centrale | FS              |                                             | 13.12.2009                       |          |           |
| EC 111-211, 210-110                                             | Sava                          | München – Villach – Ljubljana – Zagreb – Beograd |                 |                                             |                                  |          |           |
| EC 86,87                                                        | Schwabenland                  | Zürich – Schaffhausen – Stuttgart | SBB             | 31.05.1987                                  | 28.05.1989                       | 1987.27  |           |
| EC 92,93                                                        | Schweizerland                 | Zürich – Lindau – München | SBB             | 31.05.1987                                  | 22.05.1993                       | 1987.29  |           |
| EC 32,33                                                        | Skandinavien                  | København – Puttgarden – Hamburg | DB              | 31.05.1987                                  | 01.06.1991                       | 1987.11  |           |
| EC 274,275                                                      | Slovan                        | Bratislava – Praha |                 |                                             |                                  |          |           |
| EC 277,278                                                      | Slovenská Strela              | Bratislava-Břeclav |                 |                                             |                                  |          |           |
| EC 278, 279                                                     | Smetana                       | Wien Südbahnhof – Hohenau – Breclav – Brno hl.n. – Pardubice hl.n. – Praha-Holesovice – Schöna – Dresden | ČD              | 15.12.2002                                  | 13.12.2003                       | 2002.02  |           |
| EC 108,109                                                      | Sobieski                      | Warszawa Wschodnia – Katowice – Ostrawa – Wien | PKP IC, ÖBB     | 23.05.1993                                  |                                  | 1993.16  |           |
| EC 184,185                                                      | Sören Kierkegaard             | Hamburg – Puttgarden – København | DB              | 31.05.1992                                  | 28.05.1994                       | 1992.03  |           |
| EC 66,67                                                        | Stachus                       | Wien – Salzburg – München | ÖBB             | 31.05.1987                                  | 22.05.1993                       | 1987.19  |           |
| EC 217,216                                                      | Stendhal                      | Paris – Torino – Milano | SNCF            | 31.05.1987                                  | 22.05.1993                       | 1987.62  |           |
| EC 32, 33                                                       | Stradivari                    | Venezia Santa Lucia – Venezia Mestre – Treviso Centrale – Conegliano – Pordenone – Udine – Tarvisio Boscoverde – Villach Hbf – Velden am Wörthersee – Pörtschach am Wörthersee – Klagenfurt Hbf – St. Veit a. d. Glan – Treibach-Althofen – Friesach – Unzmarkt – Judenburg – Zeltweg – Knittelfeld – Leoben Hbf – Bruck a. d. Mur – Mürzzuschlag – Wiener Neustadt Hbf – Wien Meidling – Wien Südbahnhof |                 | 14.12.2004                                  |                                  |          |           |
| EC 171, 178                                                     | Cisalpino Teodolina           | Zürich HB – Arth-Goldau – Göschenen – Bellinzona – Lugano – Chiasso – Como S. Giovanni – Milano Centrale | CIS             |                                             |                                  |          |           |
| EC 190,191                                                      | Thomas Mann                   | Hamburg – Puttgarden – København | DB              | 02.06.1991                                  | 14.12.2002                       | 1991.12  |           |
| EC 108,109                                                      | Thunersee                     | Interlaken – Basel – Berlin |                 | 02.06.1991                                  | 27.05.1995                       | 1991.21  |           |
| EC 109,110                                                      | Ticino                        | Basel – Chiasso – Milano |                 |                                             |                                  |          |           |
| EC 86,87                                                        | Tiepolo                       | Venezia – Brenner – Kufstein – München | FS              | 28.05.1995                                  |                                  | 1995.01  |           |
| EC 74,75                                                        | Tiziano                       | Milano – Basel – Hamburg | DB              | 31.05.1987                                  | 14.12.2002                       | 1987.21  |           |
| EC 46,47                                                        | Traianus                      | Budapest – Bucuresti |                 | 01.06.1997                                  | 14.12.2002                       | 1997.02  |           |
| EC 162, 163                                                     | Transalpin                    | Wenen Westbf – St. Pölten Hbf – Linz Hbf – Wels Hbf – Salzburg Hbf – Kufstein – Wörgl Hbf – Jenbach – Innsbruck Hbf – Ötztal – Imst-Pitztal – Landeck-Zams – St. Anton am Arlberg – Langen am Arlberg – Bludenz – Feldkirch – Buchs SG (k) – Sargans – Zürich HB – Baden – Brugg – Frick – Stein-Säckingen – Rheinfelden – Basel SBB                                                                      | ÖBB / SBB       | 31.05.1987                                  | 14.06.2010                       | 1987.35  |           |
| EC 158,159                                                      | Uetliberg                     | Zürich HB – Stuttgart | SBB             | 23.05.1993                                  | 07.08.1994                       | 1993.02  |           |
| EC                                                              | Val d’Ossola                  | Milano – Brig – Lötschberg – Basel SBB | CIS             | 14.12.2002                                  |                                  |          |           |
| EC 127, 120                                                     | Vallese                       | Genève-Aéroport – Genève – Lausanne – Montreux – Sion – Sierre/Siders – Brig – Domodossola – Verbania-Pallanza – Stresa – Arona – Gallarate – Milano Centrale | CIS             |                                             |                                  |          |           |
| EC 40,41 EC 130,131                                             | Varsovia                      | Warszawa – Frankfurt/oder – Berlin Warszawa – Katowice – Ostrawa – Brzecław – Bratysława – Budapeszt | DB MÁV, PKP IC  | 23.05.1993 9.12.2013                        | 30.05.2002                       | 1993.14  |           |
| EC 90, 91                                                       | Vauban                        | Interlaken Ost – Interlaken West – Spiez – Thun – Bern – Olten – Liestal – Basel SBB – Basel SNCF – St-Louis (Haut Rhin) – Mulhouse Ville – Colmar – Selestat – Strasbourg – Metz Ville – Thionville – Luxembourg – Arlon – Brussel | SBB             | ??                                          | 08.12.2007                       |          |           |
| EC 130,133                                                      | Verbano                       | Milano – Brig – Lötschberg – Basel SBB |                 |                                             |                                  |          |           |
| EC 4,5                                                          | Verdi                         | Milano – Basel – Dortmund | DB              | 02.06.1991                                  | 14.12.2002                       | 1991.22  |           |
| EC 978,975                                                      | Versailles                    | (TGV) Genève – Paris | SNCF            | 31.05.1987                                  |                                  | 1987.51  |           |
| EC 52,53                                                        | Victor Hugo                   | Frankfurt am Main – Saarbrücken – Paris Est | DB              | 31.05.1987                                  | 27.05.1995                       | 1987.17  |           |
| EC 172,173                                                      | Vindobona                     | Wien – Schöna – Berlin | ÖBB             | 23.05.1993                                  | –                                | 1993.09  |           |
| EC 976,973                                                      | Voltaire                      | (TGV) Genève – Paris | SNCF            | 31.05.1987                                  |                                  | 1987.50  |           |
| EC 160,161                                                      | Vorarlberg                    | Zürich – Innsbruck | ÖBB             |                                             | –                                |          |           |
| EC 248,249                                                      | Wawel                         | Wrocław Gł. – Legnica – Bolesławiec – Węgliniec – Żary – Berlin – Hamburg-Altona |                 | 10.12.2006                                  | 13.12.2014                       | 2006.01  |           |
| EC 14,15                                                        | Wörthersee                    | Klagenfurt – Salzburg – Kiel | DB              | 28.05.1989                                  | –                                | 1989.03  |           |
| OEC 156, 157                                                    | Zagreb                        | Zagreb Glavni Kolod. – Savski Marof – Dobova – Sevnica – Celje – Pragersko – Maribor – Spielfeld-Straß – Leibnitz – Graz Hbf – Bruck a. d. Mur – Mürzzuschlag – Wiener Neustadt Hbf – Wien Meidling – Wien Südbahnhof | ÖBB             |                                             |                                  |          |           |

## EuroCity w Polsce

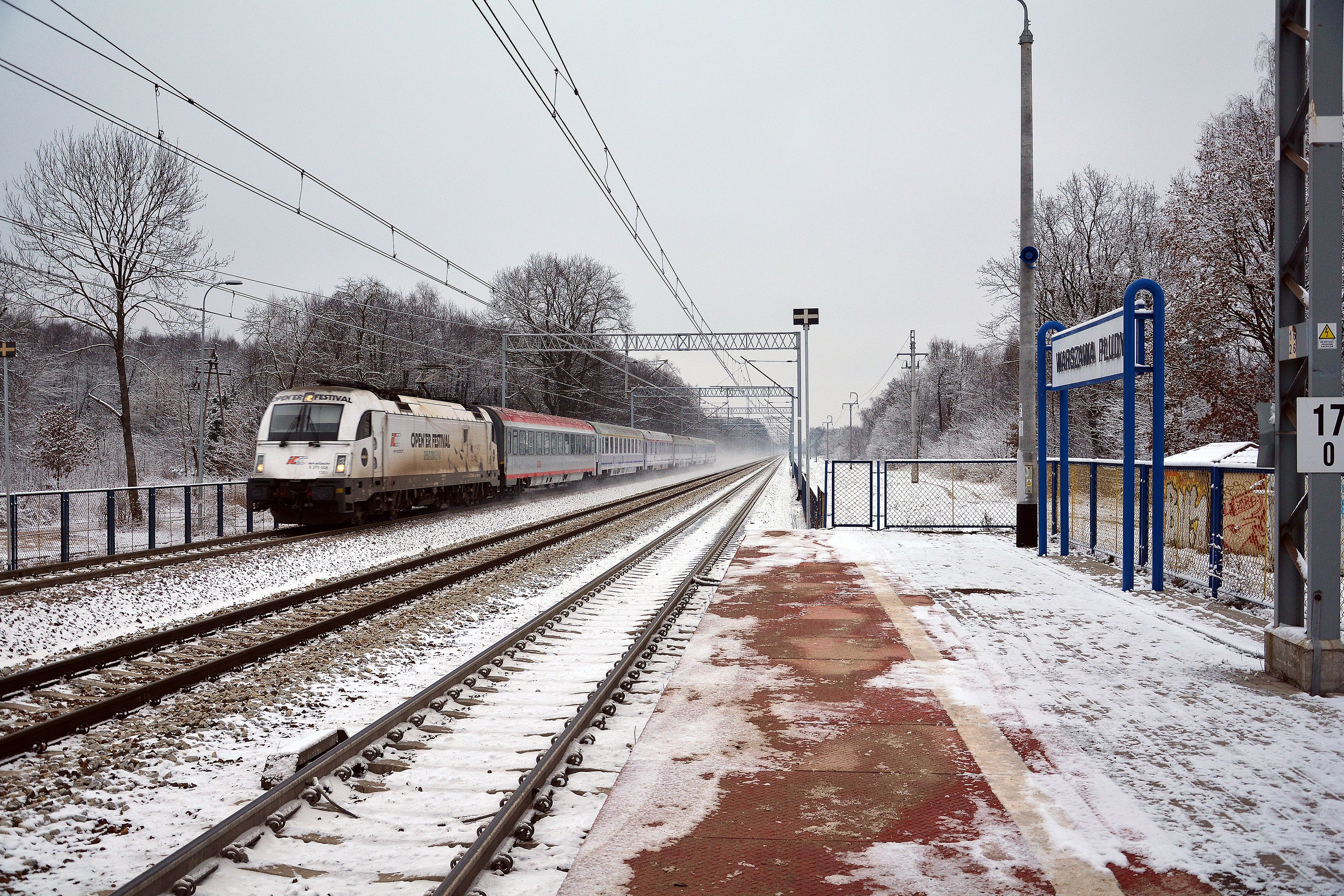
EU44 Husarz z EC 105 Sobieski w relacji Gdynia Główna – Warszawa Centralna – Wien Südbahnhof zbliża się do stacji Warszawa Płudy

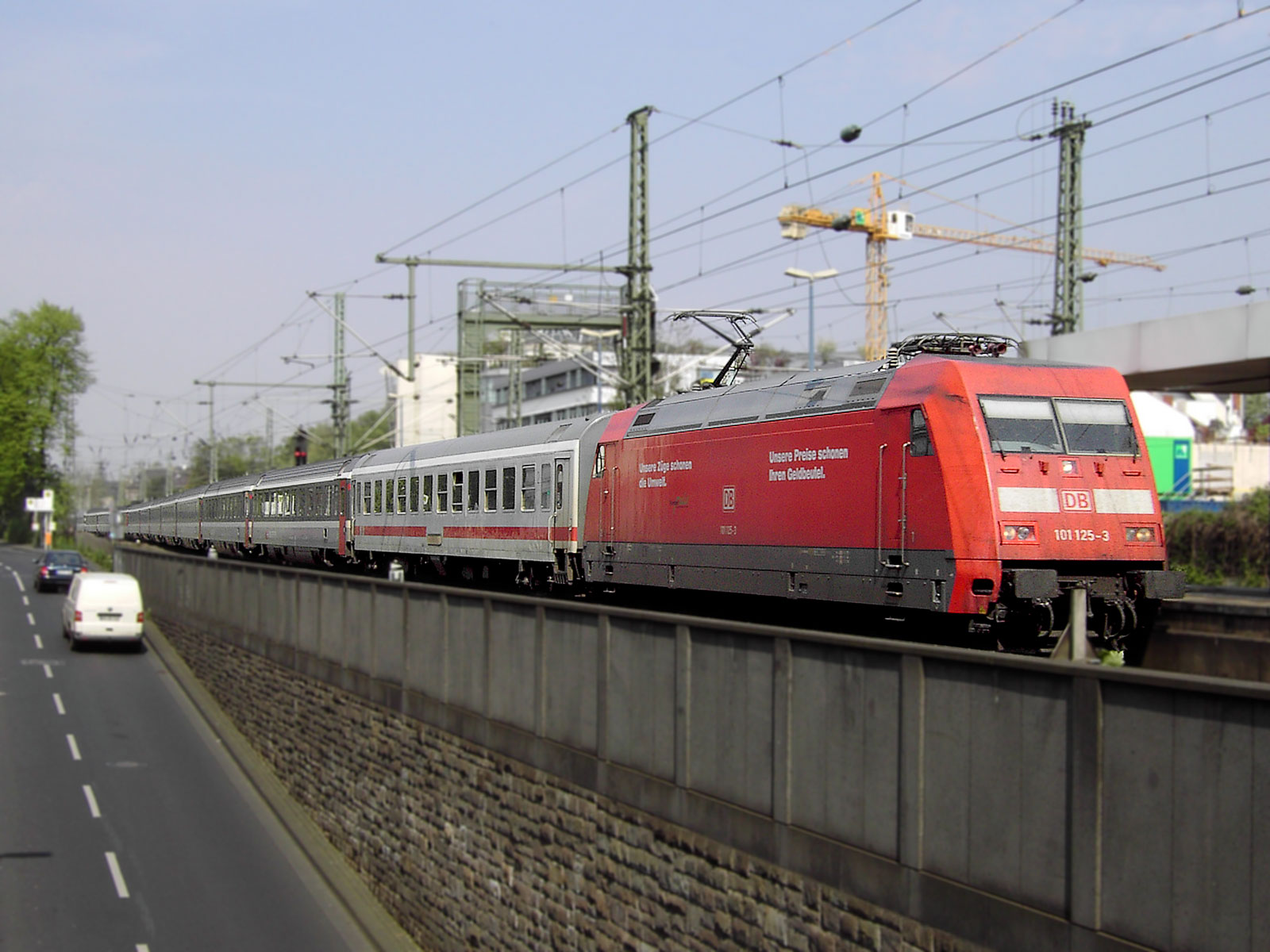
Pociąg Deutsche Bahn w składzie EuroCity 6 „Lötschberg”

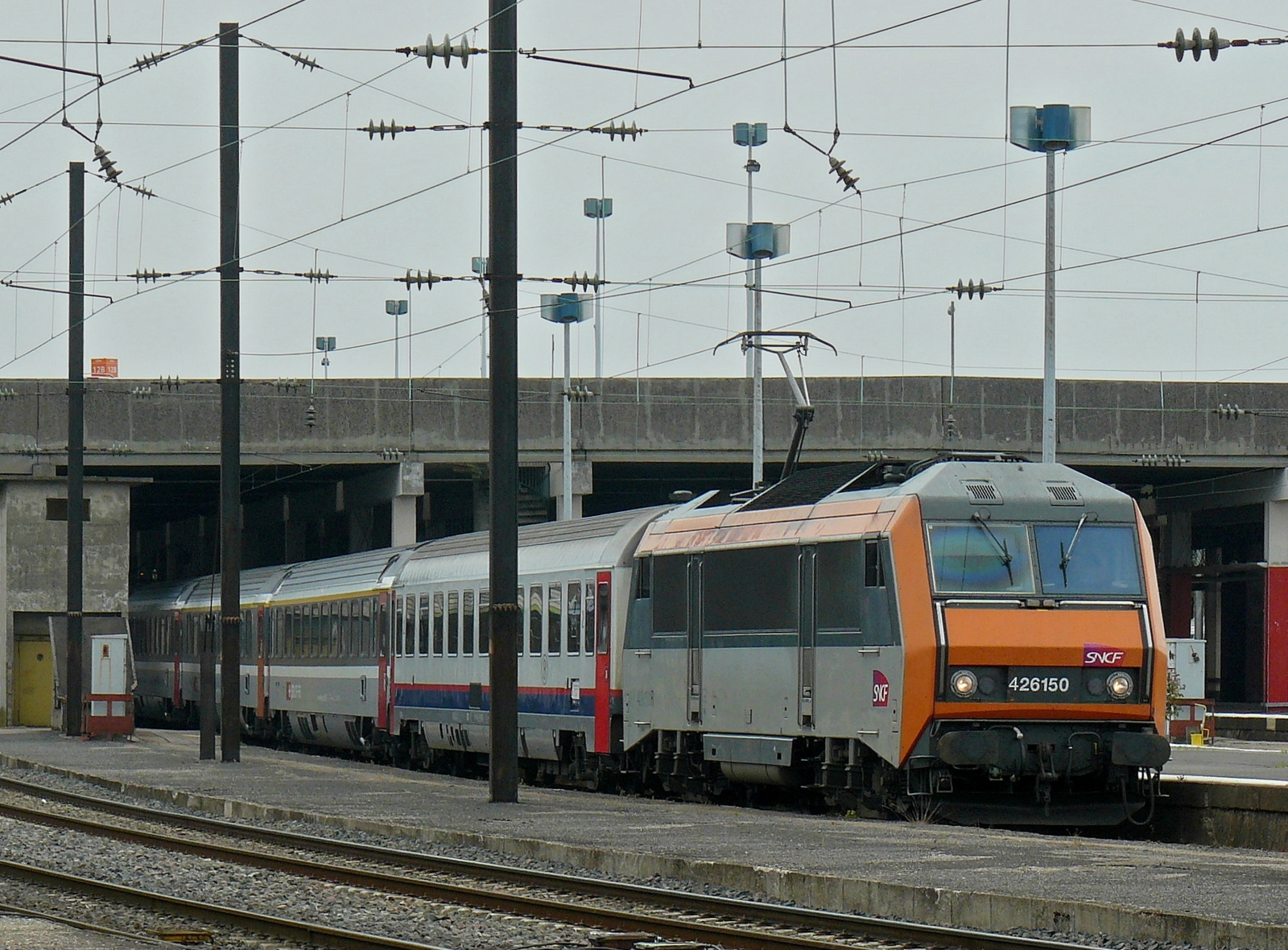
Pociąg SNCF w składzie EuroCity „Vauban”

Pierwszymi pociągami EuroCity w Polsce były:
- kursujący od 1992 EuroCity „Berolina” z Warszawy do Berlina (teraz jako EuroCity „BWE”),
- EuroCity „Sobieski” z Warszawy do Wiednia.

W rozkładzie jazdy 2023/2024 pociągi EC kursowały z Polski:
- z Warszawy Wschodniej do:
  - Wiednia (EC „Polonia”, przez Sosnowiec, Katowice, Rybnik, Racibórz, Ostrawę)
  - Pragi (EC „Silesia”, przez Sosnowiec, Katowice, Tychy, Rybnik, Wodzisław Śląski, Ostrawę, Ołomuniec, Pardubice)
  - Berlina (EC „Berlin-Warszawa Express” (BWE), przez Kutno, Poznań)
  - Ostrawy (EC „Silesia”, przez Sosnowiec, Katowice, Tychy, Rybnik, Wodzisław Śląski, Ostrawę)
  - Budapesztu (EC „Bathory” przez Sosnowiec, Katowice, Gliwice, Ostrawę, Bratysławę)

- z Gdyni do:
  - Berlina (EC „Gedania” przez Bydgoszcz, Inowrocław, Gniezno, Poznań)
  - Wiednia (EC „Sobieski”, przez Warszawę, Sosnowiec, Katowice, Tychy, Rybnik, Wodzisław Śląski i Ostrawę)
- z Katowic do:
  - Wiednia (EC „Moravia” przez Gliwice, Racibórz, Ostrawę)
- z Krakowa do:
  - Berlina (EC „Odra” przez Katowice, Gliwice, Opole, Wrocław, Zieloną Górę)
  - Wiednia (EC „Danubis” przez Oświęcim, Ostrawę)
- z Przemyśla do:
  - Berlina (EC „Wawel” przez Rzeszów, Kraków, Katowice, Gliwice, Opole, Wrocław, Zieloną Górę)
  - Grazu (EC „Porta Moravica” przez Rzeszów, Kraków, Oświęcim, Ostrawę, Wiedeń)
  - Pragi (EC „Cracovia” przez Rzeszów, Kraków, Oświęcim, Ostrawę, Ołomuniec, Pardubice)
- z Wrocławia do:
  - Wiednia (EC „Danubis” przez Opole, Racibórz, Ostrawę)

PKP Intercity z dniem 9 czerwca 2013 r. dokonało likwidacji kategorii EC w uruchamianych przez siebie pociągach w komunikacji krajowej poprzez włączenie do kategorii Express InterCity, InterCity. Poprzednie nazewnictwo zostało jednak zachowane przez przewoźników zagranicznych.